# Entropia relativa quàntica
En la teoria de la informació quàntica, l'entropia relativa quàntica és una mesura de la distinció entre dos estats quàntics. És l'anàleg de la mecànica quàntica de l'entropia relativa.

## Motivació
Per simplificar, s'assumeix que tots els objectes de l'article són de dimensions finites.
Primer parlem del cas clàssic. Suposem que les probabilitats d'una successió finita d'esdeveniments ve donada per la distribució de probabilitats P = { p1... pn }, però d'alguna manera hem suposat erròniament que era Q = { q1... qn }. Per exemple, podem confondre una moneda injusta amb una de justa. D'acord amb aquesta suposició errònia, la nostra incertesa sobre l'esdeveniment j-è, o equivalent, la quantitat d'informació proporcionada després d'observar l'esdeveniment j-è, és
{\displaystyle \;-\log q_{j}.}
La incertesa mitjana (assumpta) de tots els esdeveniments possibles és llavors
{\displaystyle \;-\sum _{j}p_{j}\log q_{j}.}
D'altra banda, l'entropia de Shannon de la distribució de probabilitat p, definida per
{\displaystyle \;-\sum _{j}p_{j}\log p_{j},}
és la quantitat real d'incertesa abans de l'observació. Per tant, la diferència entre aquestes dues quantitats
{\displaystyle \;-\sum _{j}p_{j}\log q_{j}-\left(-\sum _{j}p_{j}\log p_{j}\right)=\sum _{j}p_{j}\log p_{j}-\sum _{j}p_{j}\log q_{j}}
és una mesura de la distingibilitat de les dues distribucions de probabilitat p i q. Aquesta és precisament l'entropia relativa clàssica, o divergència de Kullback-Leibler:
{\displaystyle D_{\mathrm {KL} }(P\|Q)=\sum _{j}p_{j}\log {\frac {p_{j}}{q_{j}}}\!.}

## Definició
Com amb molts altres objectes de la teoria de la informació quàntica, l'entropia relativa quàntica es defineix estenent la definició clàssica des de les distribucions de probabilitat a les matrius de densitat. Sigui ρ una matriu de densitat. L'entropia de von Neumann de ρ, que és l'anàleg de la mecànica quàntica de l'entropia de Shannon, ve donada per
{\displaystyle S(\rho )=-\operatorname {Tr} \rho \log \rho .}
Per a dues matrius de densitat ρ i σ, l'entropia relativa quàntica de ρ respecte a σ es defineix per
{\displaystyle S(\rho \|\sigma )=-\operatorname {Tr} \rho \log \sigma -S(\rho )=\operatorname {Tr} \rho \log \rho -\operatorname {Tr} \rho \log \sigma =\operatorname {Tr} \rho (\log \rho -\log \sigma ).}
Veiem que, quan els estats estan relacionats clàssicament, és a dir, ρσ = σρ, la definició coincideix amb el cas clàssic, en el sentit que si {\displaystyle \rho =SD_{1}S^{\mathsf {T}}} i {\displaystyle \sigma =SD_{2}S^{\mathsf {T}}} amb {\displaystyle D_{1}={\text{diag}}(\lambda _{1},\ldots ,\lambda _{n})} i {\displaystyle D_{2}={\text{diag}}(\mu _{1},\ldots ,\mu _{n})}.

## Relació amb altres magnituds d'informació quàntica
Una de les raons per les quals l'entropia relativa quàntica és útil és que diverses altres quantitats importants d'informació quàntica en són casos especials. Sovint, els teoremes s'especifiquen en termes d'entropia relativa quàntica, que condueixen a corol·laris immediats sobre les altres magnituds.